# La Tour Eiffel
Pour les articles homonymes, voir Tour Eiffel (homonymie).
 (mai 2018).
Si vous disposez d'ouvrages ou d'articles de référence ou si vous connaissez des sites web de qualité traitant du thème abordé ici, merci de compléter l'article en donnant les références utiles à sa vérifiabilité et en les liant à la section « Notes et références ».
La Tour Eiffel  (La torre Eiffel) est une nouvelle de Dino Buzzati, incluse dans le recueil Le K publié en 1966.

## Résumé
L'ingénieur Gustave Eiffel, avant la construction de sa fameuse tour, va voir chacun des ouvriers qu'il va engager pour leur faire signer un accord secret qui ne sera révélé que plus tard.
La tour s'élève dans le ciel, et quand les 300 mètres sont atteints, l'ingénieur réunit les ouvriers : s'ils le veulent, ils peuvent continuer à travailler avec lui pour élever cette tour bien au-delà des 325 mètres. Enveloppés dans une brume, grâce à des alliés au Ministère, tous peuvent pendant de longues années continuer à travailler. Mais un jour vient où les représentants du gouvernement demandent à tous les ouvriers de cesser leur travaux. 
La tour est ramenée à la hauteur initialement prévue, et y est installée une parabole. Les ouvriers se regardent pendant l'inauguration et pleurent en pensant à leur œuvre défaite.